# Lysekil (đô thị)

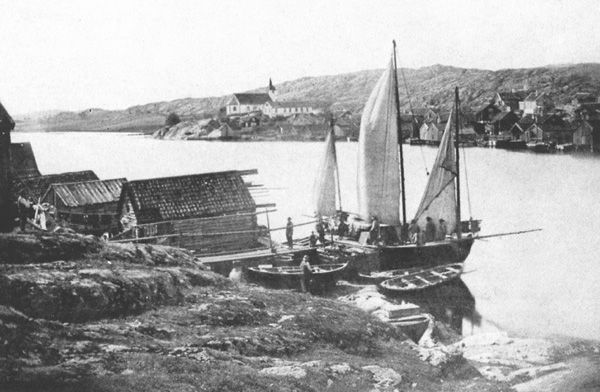
Bưu thiếp từ Fiskebäckskil khoảng năm 1900.

Đô thị Lysekil (Lysekils kommun) là một đô thị ở hạt Västra Götaland ở phía tây Thụy Điển. Thủ phủ là thành phố Lysekil.
Đô thị hiện tại đã được lập năm 1971, khi thành phố Lysekil (lập năm 1903) được hợp nhất với Stångenäs và đảo Skaftö.
Đô thị Lysekil giáp các đô thị Sotenäs (tây bắc), Munkedal (bắc) và Uddevalla (đông). Thành phố Lysekil nằm ở mũi phía nam của đô thị này, bên eo biển Kattegatt.
Ngày nay, ngành du lịch đóng vai trò quan trọng đối với kinh tế đô thị này.

## Các đơn vị dân cư trực thuộc
- Lysekil (thủ phủ), 7,300 dân
- Brastad, 1.800
- Lyse, 1.700
- Brodalen, 1.050
- Fiskebäckskil, 438

## Thành phố kết nghĩa
- Tvedestrand, Na Uy
- Hirtshals, Đan Mạch
- Hirvensalmi, Phần Lan